# De virtute et vitio
Il De virtute et vitio (in greco antico: Περὶ ἀρετῆς καὶ κακίας?) è un'opera letteraria di Plutarco, catalogata all'interno dei Moralia, strutturata come una orazione.

## Struttura
Mancando le informazioni riguardanti data e luogo di composizione del breve saggio, è possibile solo supporre che possa essere stato progettato come una conferenza, come mostra il tono retorico soprattutto nel suo explicitː
(...)
Sarai contento della tua sorte se imparerai cos'è l'onorevole e il buono. Sarai lussuoso in povertà e vivrai come un re, e non troverai meno soddisfazione nella vita spensierata di un privato cittadino che nella vita connessa con alte cariche militari o civili. Se diventi un filosofo, vivrai non in modo spiacevole, ma imparerai a sopravvivere piacevolmente ovunque e con qualsiasi risorsa. E La ricchezza ti darà gioia per il bene che farai a molti, povertà per la tua libertà da molte preoccupazioni, reputazione per gli onori di cui godrai e oscurità per la certezza che non sarai invidiato.»
Lo stile è brillante e ricco di immagini, impreziosito da lemmi ricercati e poetici.